# Stora Miesjärv
Stora Miesjärv eller Iso Miesvesi eller Miesvesi är en sjö i Finland. Den ligger i kommunen Kaustby i landskapet Mellersta Österbotten, i den centrala delen av landet, 400 km norr om huvudstaden Helsingfors. Stora Miesjärv ligger 53 meter över havet. Arean är 43,8 hektar och strandlinjen är 2,87 kilometer lång. Sjön  ingår i Kronoby å huvudavrinningsområde.   I omgivningarna runt Stora Miesjärv växer i huvudsak blandskog.